# Lophuromys zena
Lophuromys zena is een knaagdier uit het geslacht Lophuromys dat voorkomt op de Aberdare Range en Mount Kenya in Zuid-Kenia. Deze soort behoort tot het ondergeslacht Lophuromys en is daarbinnen verwant aan L. aquilus, hoewel L. zena vroeger tot L. flavopunctatus werd gerekend. L. zena verschilt morfometrisch genoeg van populaties van L. aquilus in de omliggende laaglanden om als een aparte soort beschouwd te worden, maar er bestaat een mogelijkheid dat L. zena dezelfde soort vertegenwoordigt als L. eisentrauti, L. dieterleni, L. chrysopus en L. rubecula uit andere Afrikaanse gebergten (de laatste soort wordt tegenwoordig als een synoniem van L. aquilus gezien).